# 크리스 회니스
얀 크리스티안 회니스(아프리칸스어: Jan Christiaan Heunis, 1927년 ~ 2006년)은 남아프리카 공화국의 대통령 권한대행이었다.
남아프리카 연방 시절 태어났으며, 1989년 1월부터 3월까지 2개월간 대통령직을 맡았다. 후에는 프레데리크 빌렘 데 클레르크에게 대통령직을 넘겼다.